# شهرستان کامبیا
شهرستان کامبیا (به لاتین: Kambia District) یک منطقهٔ مسکونی در سیرالئون است که در North West Province واقع شده‌است. شهرستان کامبیا ۳٬۱۰۸ کیلومتر مربع مساحت و ۳۴۳٬۳۸۶ نفر جمعیت دارد.